# Jean Crasset

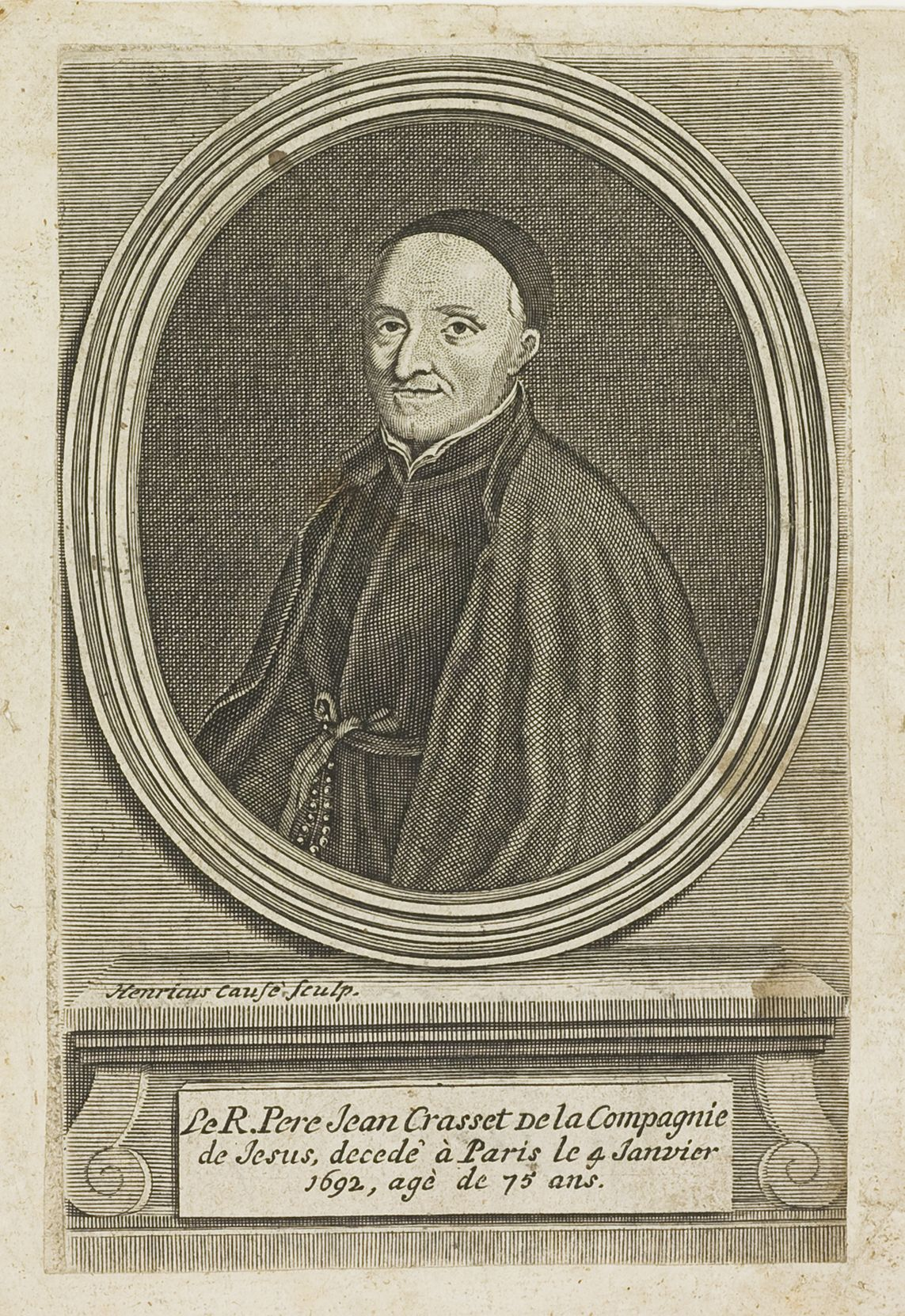
Jean Crasset

Jean Crasset SJ (* 3. Januar 1618 in Dieppe; † 4. Januar 1692 in Paris) war ein französischer katholischer Priester, Theologe und Jesuit.

## Leben
Crasset trat, nachdem er schon begonnen hatte, Theologie zu studieren und sich auf die Priesterweihe vorzubereiten, 1638 in den Jesuitenorden ein und wurde Professor für Humanities und Philosophie, später auch Novizenmeister und Präses einer Marianischen Kongregation.
Er lehrte in Paris und schrieb eine Reihe von geistlich-aszetischen Büchern. Der Einfluss seines Werkes Devotion du Calvaire erstreckt sich bis ins zwanzigste Jahrhundert. Auf Deutsch erschien das Werk zuerst 1710, zuletzt 1960 unter dem deutschen Titel Ecce homo: Betrachtungen über den königlichen Weg des Kreuzes.

## Zitate
- „Die Seele also muß betrachten, bevor sie liebt, sie muß arbeiten, bevor sie ruht, suchen, bevor sie besitzt. Wenn der Geist aber nach mächtigen Erleuchtungen nichts mehr findet, womit er sich in Betrachtung beschäftigen könnte, dann soll die Seele zum Gebet der Anmutung übergehen, dann soll sie unaufhörlich seufzen nach dem göttlichen Bräutigam, dessen Wert sie erkannt, dessen Güte sie verkostet hat.“ (Jean Crasset, Die verschiedenen Arten des Gebetes, in: Anleitung zum innerlichen Gebet, Verlag Butzon und Bercker, Kevelaer, 1953)

- „Armut ist beredt; um gut beten zu können, muss man sein Elend einsehen.“ (Jean Crasset, Welche Verfassung man für das Gebet haben soll, in: Anleitung zum innerlichen Gebet, Verlag Butzon und Bercker, Kevelaer, 1953)

- „Außer dem mündlichen Gebete gibt es sieben Grade oder Formen des innerlichen Gebetes: Das Gebet der Betrachtung, der Anmutung, des Schweigens, der Einigung, der Verlassenheit, der Verwandlung, der Ruhe.“ (Jean Crasset, Die verschiedenen Arten des Gebetes, in: Anleitung zum innerlichen Gebet, Verlag Butzon und Bercker, Kevelaer, 1953)

## Werke
- Jean Crasset: Ecce homo: Betrachtungen über den königlichen Weg des Kreuzes. Johannes Crasset. Aus d. Franz. übers. von Jakob Philippi. Kevelaer: Butzon & Bercker, 1960
- Le P. Jean Crasset: Der in der geistlichen Einöde sich befindende Christ. Das ist geistliche Übungen, oder Exercitien auf Zehen Täg. Anfangs in Frantzöischer Sprach heraus gegeben...anjetzo in das Teutsche übersetzet durch Gaudentium Glaeser. Stadt am Hof, nächst Regenspurg, Gastl, 1743
- Jean Crasset: Andacht deß Calvari-Bergs, oder geistreiche, und hochnutzliche Betrachtungen deß bitteren Leyden und Sterbens unsers Herren Jesu Christi. Erstl. in frantz. Sprach vorgestellt von Joanne Crasset. Anjetzo aber ... in d. Teutsche übers. St. Gallen : Müller, 1710
- Jean Crasset: Geistliche Betrachtungen auf alle Tag in dem Advent, Oder anmüthig-geistl. Unterhaltungen von der Menschwerdung des Sohn Gottes. Übersetzt von Gaudentius Glaeser. Regensburg, Peetz & Bader 1736
- P. Jean Crasset S.J.: Gründliche Wahrheiten zur Bildung des Verstands und Herzens eines Christen nach den Grundsätzen seines Glaubens und nach Erforderniß seines ewigen Heils. Constantae / Konstanz Jo. Tadd. Fidelis Reutemann S. Th. Dr. 16. Apilis 1790
- P. Joannis Crasset E Societate Jesu Considerationes Selectae : Ad Fovendam Pietatem. - Dusseldorpii : Stahl, 1790. Digitalisierte Ausgabe der Universitäts- und Landesbibliothek Düsseldorf
- Jean Crasset: Auszführliche Geschichte der in dem äussersten Welt-Theil gelegenen japonischen Kirch, worinn die glückliche Vertilgung der abgötterey, Einführung, Fortpflanzung, Verfolgung, und letztens gäntzliche Verbannung des Heiligen Römisch Catholischen Glaubens, in ... .... . Anjetzo aber auf viler Verlangen in die teutsche Sprach übersetzt worden. Augsburg [Augspurg ], Frantz Antoni Ilger, Cathol. Buchhandler, 1738. [24], 534, 554 p., [7] p. 2 volumes in 1.
- Johannes Crasset: Der Christ in der Einsamkeit, Wien 1823 (Ein Exerzitienbuch)
- Johannes Crasset: Anleitung zum innerlichen Gebet, Verlag Butzon & Bercker, Kevelaer 1953

## Namensvarianten
Johannes Crasset, Jean Crasset, P. Jean Crasset